# Оук Хилс Плејс (Луизијана)
Оук Хилс Плејс (енгл. Oak Hills Place) насељено је место без административног статуса у америчкој савезној држави Луизијана.

## Демографија
По попису из 2010. године број становника је 8.195, што је 199 (2,5%) становника више него 2000. године.
| Група             | 2000.         | 2010.         |
| Белци             | 6.435 (80,5%) | 6.093 (74,4%) |
| Афроамериканци    | 972 (12,2%)   | 1.301 (15,9%) |
| Азијати           | 282 (3,5%)    | 390 (4,8%)    |
| Хиспаноамериканци | 200 (2,5%)    | 322 (3,9%)    |
| Укупно            | 7.996         | 8.195         |